# جون أندرسون (لاعب كرة قدم أسترالي)
جون أندرسون (بالإنجليزية: John Anderson)‏ (11 يناير 1937 في المملكة المتحدة - ) هو لاعب كرة قدم أسترالي في مركز جناح ‏. شارك مع منتخب أستراليا لكرة القدم. أما مع النوادي، فقد لعب مع ستوك سيتي ونادي جنوب ملبورن ونادي لانارك الثالث ونادي غرينوك مورتون.

## وصلات خارجية
- جون أندرسون على موقع ناشيونال فوتبول تيمز (الإنجليزية)